# Keiichirō Nagashima
Keiichirō Nagashima (jap. 長島 圭一郎, Nagashima Keiichirō; * 20. April 1982 in Ikeda, Hokkaidō) ist ein japanischer Eisschnellläufer. Er ist auf die Kurzstrecken spezialisiert.
Keiichirō Nagashima debütierte im Weltcup in der Saison 2004/05. Schon bei seinem ersten Rennen am 4. Dezember 2004 in Nagano konnte er einen dritten Rang über 500 Meter erreichen. Diesen Erfolg konnte er bisher nicht wiederholen, dennoch erreichte er mehrfach Platzierungen unter den Top 10. 2006 wurde er über 500 und 1000 Meter erstmals japanischer Meister.
Bei den Olympischen Winterspielen 2006 in Turin erreichte er über 500 Meter einen 13., über 1000 Meter einen 32. Platz. Bei den Olympischen Spielen 2010 gewann er über 500 Meter die Silbermedaille.